# Grafing (Königsdorf)
Grafing ist ein Gemeindeteil von Königsdorf im oberbayerischen Landkreis Bad Tölz-Wolfratshausen. Die Einöde liegt circa einen Kilometer südlich von Königsdorf.

## Baudenkmäler
Siehe auch: Liste der Baudenkmäler in Grafing
- Kapelle St. Ulrich, erbaut 1780